# Ipamu
Ipamu est un village de la République démocratique du Congo, dans la province de Bandundu. Il est situé à 850 km de Kinshasa, à environ 30 km de Mangai au centre de la République démocratique du Congo.
L'hôpital d'Ipamu fut longtemps le seul centre médical de la région